# Linckia
Linckia é um gênero de estrelas do mar da família Ophidiasteridae encontradas principalmente na região do Indo-Pacífico. São conhecidas por serem criaturas com notáveis capacidades regenerativas e capazes de autotomia de defesa contra predadores; se reproduzem assexuadamente..
O gênero foi nomeado em homenagem ao naturalista alemão Johann Heinrich Linck (1674-1734).

## Lista de espécies
Cinco grupos dentro do Linckia foram claramente diferenciados geneticamente - L. columbiae, L. bouvieri, dois clados no L. guildingi, e um clado com dois subclados que consistem em L. laevigata e L. multifora
. A lista de espécies de Linckia:
- Linckia bouvieri (=Linckia formosa)
- Linckia columbiae (=Ophidiaster colombiae, Phataria fascialis)
- Linckia guildingi (=Linckia diplax, Linckia ehrenbergii)
- Linckia hypnicola
- Linckia hystrix
- Linckia multifora (=Linckia costae, Linckia leachi, Linckia typus, Ophidiaster multiforis)
- Linckia laevigata (=Linckia miliaris)
- Linckia nodosa (=Calliophidiaster psicodelica, Linckia bullisi)
- Linckia purpurea

| De acordo com o World Register of Marine Species: - Linckia bouvieri Perrier, 1875 - Linckia columbiae Gray, 1840 - Linckia gracilis Liao, 1985 - Linckia guildingi Gray, 1840 - Linckia kuhli von Martens, 1866 - Linckia laevigata (Linnaeus, 1758) - Linckia multifora (Lamarck, 1816) - Linckia nodosa Perrier, 1875 - Linckia tyloplax H.L. Clark, 1914 | De acordo com o ITIS: - Linckia bouvieri - Linckia columbiae Gray, 1840 - Linckia guildingii Gray, 1840 - Linckia multifora - Linckia nodosa |